# Pointscommuns
Pointscommuns était un site de rencontres par affinités culturelles géré par la société LIGOS.

## Concept
Ce site de rencontres, créé par Gilles Brumberg, Pascal Pillegand et Christophe Hilmoine en janvier 2005, est le premier à développer en France[réf. souhaitée] le concept de matchmaking ou mise en relation par affinités.
Il propose à ses membres des rencontres par affinités culturelles à l'aide d'une base de données culturelle et évènementielle. Ceux-ci échangent des commentaires sur des objets culturels répartis en quatre grands centres d'intérêt : le cinéma, la musique, la littérature et les médias. Selon ses promoteurs, des discussions, des commentaires et des projets de sorties augmentent les opportunités de rencontres durables.
Le site propose un agenda de sorties culturelles (expositions, concerts, festivals) et des informations sur les sorties dans les domaines du cinéma, de la musique et du livre.
Le site est gratuit sur l’ensemble des espaces publics, culturels et sur l'essentiel de la consultation des profils de membre, tandis que des formules payantes donnent accès à toutes les fonctionnalités du site.
Le site est fermé depuis 2017.

## Technologie
Le site combine un système de site de rencontre sur Internet et un logiciel de matchmaking. Se référant au web 2.0, il utilise les nouvelles technologies (post, chat, video par webcam, etc.) et permet de partager les informations sur d'autres plateformes (Facebook, Twitter, etc.). À propos de cette technologie on parle de social media, de réseaux sociaux et de spécialisation des réseaux sociaux. C'est un des sites français de réseau social, au même titre que 6nergies.net, Attractive World, BeWelcome,Carenity, Copains d'avant,
Easyflirt, Famileo, Jiwa, On va sortir !, Republike, Skyrock.com, Viadeo ou Yubo.

## Chiffres clefs
Selon la société, 56 % des membres sont des hommes, 44 % des femmes et 75 % habitent dans des villes de plus de 100 000 habitants. 